# El laberinto de los espíritus
El laberinto de los espíritus es una novela de Carlos Ruiz Zafón publicada en 2016. Es el cuarto y último libro de la saga del Cementerio de los libros olvidados, un ciclo de cuatro novelas interconectadas y ambientadas en la Barcelona misteriosa y gótica que va desde la era de la revolución industrial hasta los años posteriores a la guerra civil española.
Con esta cuarta novela de la serie que ha sido traducida a más de 36 idiomas, Zafón vuelve a llevar al lector a una Barcelona gótica, oscura y asediada por los efectos que dejó la guerra, no solo en sus calles sino en los protagonistas.

## Sinopsis
Daniel Sempere, Fermín Romero de Torres y la Librería Sempere e Hijos vuelven a ser protagonistas en la Barcelona de la década de los años 50. Daniel, asediado por la rabia y la necesidad de vengar la muerte de su madre, Isabella, descubrirá un entramado de crímenes y violaciones del régimen de Francisco Franco que un nuevo personaje, Alicia Gris, ayudará a resolver.

## Argumento
La desaparición de un alto funcionario del gobierno de Francisco Franco, Mauricio Valls, desencadenará una trama de persecución, asesinatos, suspense y misterios abrigados bajo la manta lúgubre y oscura de Barcelona.
En el centro de la investigación de esa desaparición tendremos a un nuevo personaje, Alicia Gris. Esta joven tiene un pasado tormentoso y está relacionada de manera directa con el intrépido Fermín Romero de Torres que le salvó la vida cuando ella era solo una niña.
Gris, quien se muestra ante el lector como una mujer fría que oculta una capa atormentada, se dedicará de lleno al caso de Mauricio Valls, junto a su compañero el capitán Juan Manuel Vargas, quienes descubren un entramado de mentiras en los que el régimen de Franco es el principal sospechoso. 
Con este libro, Zafón se adentra en los más oscuros detalles de una época dura para España, en la que miles resultaron afectados y de la que aún hoy existen secuelas que han sido documentadas por medios de comunicación y organismos del Gobierno. 
Como en las entregas anteriores, Fermín Romero de Torres y Daniel Sempere serán una clave para descubrir el verdadero motivo de la trama, pero no serán los únicos, ya que el hijo de Daniel, Julián, terminará teniendo un papel imprescindible en esta historia.